# Slano
Slano är en ort i Kroatien.   Den ligger i länet Dubrovnik-Neretvas län, i den sydöstra delen av landet, 400 km söder om huvudstaden Zagreb. Slano ligger 8 meter över havet och antalet invånare är 552.
Terrängen runt Slano är huvudsakligen kuperad, men åt sydväst är den platt. Havet är nära Slano åt sydväst. Runt Slano är det tätbefolkat, med 286 invånare per kvadratkilometer. Närmaste större samhälle är Ston, 17,0 km väster om Slano. Trakten runt Slano består i huvudsak av gräsmarker.